# Yannick Bolasie
Yannick Bolasie (ur. 24 maja 1989 w Lyonie) – kongijski piłkarz występujący na pozycji napastnika w brazylijskim klubie Criciúma EC oraz w reprezentacji Demokratycznej Republiki Konga.

## Kariera
Bolasie rozpoczął swoją karierę w klubie Rushden & Diamonds Spędził tam cztery miesiące jako członek ich drużyny, a następnie wstąpił do klubu piłkarskiego Hillingdon Borough. W 2007 roku Bolasie wyjechał na Maltę do klubu Floriana, gdzie spędził jeden sezon, zdobywając 4 bramki w 24 spotkaniach. W 2008 roku zawodnik wrócił do Anglii, do klubu Plymouth Argyle. Zawodnikiem "Pielgrzymów" Bolasie był trzy lata, będąc w tym czasie wypożyczanym do Rushden & Diamonds oraz dwukrotnie do londyńskiego Barnet. 6 czerwca 2011 roku przeniósł się do Bristol City. Swoją pierwszą bramkę dla City zdobył w meczu przeciwko Coventry City. W sierpniu 2012 roku podpisał kontrakt z Crystal Palace.

## Statystyki kariery
| Sezon   | Klub                      | Kraj   | Rozgrywki              | Mecze | Bramki |
| ------- | ------------------------- | ------ | ---------------------- | ----- | ------ |
| 2007/08 | Floriana FC               | Malta  | Maltese Premier League | 24    | 4      |
| 2008/09 | Plymouth Argyle           | Anglia | Championship           | 0     | 0      |
| 2008/09 | Rushden & Diamonds (wyp.) | Anglia | Conference National    | 7     | 0      |
| 2008/09 | Barnet (wyp.)             | Anglia | League Two             | 20    | 3      |
| 2009/10 | Barnet (wyp.)             | Anglia | League Two             | 22    | 2      |
| 2009/10 | Plymouth Argyle           | Anglia | Championship           | 16    | 1      |
| 2010/11 | Plymouth Argyle           | Anglia | League One             | 35    | 7      |
| 2011/12 | Bristol City              | Anglia | Championship           | 23    | 1      |
| 2012/13 | Crystal Palace            | Anglia | Championship           | 43    | 3      |
| 2013/14 | Crystal Palace            | Anglia | Premier League         | 29    | 0      |
| 2014/15 | Crystal Palace            | Anglia | Premier League         | 34    | 4      |
| 2015/16 | Crystal Palace            | Anglia | Premier League         | 25    | 5      |
| 2016/17 | Crystal Palace            | Anglia | Premier League         | 2     | 0      |
| 2016/17 | Everton                   | Anglia | Premier League         | 13    | 1      |
| 2017/18 | Everton                   | Anglia | Premier League         | 16    | 1      |
| 2018/19 | Aston Villa               | Anglia | Championship           | 21    | 2      |
| 2018/19 | RSC Anderlecht            | Belgia | Eerste klasse          | 7     | 4      |